# 千葉市中央区強姦事件
千葉市中央区強姦事件（ちばしちゅうおうくごうかんじけん）は、2006年（平成18年）12月27日に起こったとされる強姦事件。

## 経緯
2006年（平成18年）12月27日午後7時頃、千葉市中央区内の路上において、加害者である男が女性Bに対して「ついてこないと殺すぞ」と脅し、殴るなどの暴行を加え、ビル北側外階段屋上踊り場まで連行。そして、その場で強姦したとされる事件。
その後、2008年6月に東京都足立区内で、報酬の支払を条件にマンションの階段踊り場で女に対して、同意を得て自らが手淫行為をする様子を見させたものの報酬を支払わずに逃走したため、同女が警察に被害申告して男性Aを事情聴取した。この件は事件にならないものとして処理されたが、その際遺留された被告人（男性A）の精液のDNA型鑑定から、女性Bのコート袖口部分に付着した精液との同一性が判明し、男性Aが本件について起訴された。男性Aは本件当日、報酬の支払を条件に被害者の同意を得て、本件現場に被害者女性Bと一緒に行き、現金を渡すと言って射精はしたが、現金を渡さないまま逃走したとし、暴行、脅迫及び姦淫行為の事実を否認。
この事件は女性Bの供述以外に暴行、脅迫及び姦淫行為の犯行を裏付けるような物的証拠はなかったものの第一審の千葉地裁は女性Bの供述の信用性を認めて事実を認定し、被告に懲役4年の判決。控訴審判決も女性の供述の信用性を認めて懲役4年とした。
2011年（平成23年）7月25日、最高裁第2小法廷で逆転無罪判決となった 。判決は裁判長裁判官千葉勝美、竹内行夫裁判官、須藤正彦裁判官の3人の賛成と、古田佑紀裁判官1人による3対1の多数判決。判決理由として、物的証拠がほとんどないこと、被害者Bがコンビニエンスストアのゴミ箱に捨てたと供述しているパンティストッキングが発見されていないこと、Bが乱暴された形跡が見つからないこと、被害者が助けを求められる状況だったにもかかわらず積極的に助けを求めていないことなどの理由から「被害者の供述には不自然な点がある」とした。法律解釈を主とする最高裁において2審の事実認定を覆し、逆転無罪を言い渡すのは極めて異例で、2009年の防衛医大教授痴漢冤罪事件以来2年ぶり。古田裁判官は「1、2審判決に不合理な点はない」と反対意見を述べた。